# إعصار لي (2017)
إعصار لي هو إعصار من أعاصير المحيط الأطلسي تكون من موجه استوائية قبالة سواحل أفريقيا الغربية عند الرأس الأخضر كان في بادئ الأمر عاصفة استوائية فوق مياه الاطلسي ثم تحولت إلى اعصار من الدرجة الأولى ثم إلى إعصار من الدرجة الثانية كان يتحرك في بادئ الأمر إلى الغرب بسرعة 16 كم/س بسرعة رياح قصوى 170 كم/س
ويوم 27 سبتمبر 2017 وصل الاعصار الفئة الثالثة بسرعة رياح 185 كم/س وهبات تجاوزت 200 كم/س، لكن مالبث الإعصار أن انخفضت درجتة إلى الدرجة الثانية مرة أخرى بعد ذلك بدأ في التراجع إلى الفئة الأولى وزدادت حركته لتتجاوز الـ35 كم/س،
ثم تحول إلى عاصفة مدارية بعد ذلك
حتى تلاشى في يوم 30 سبتمبر.